# Santa Maria de Calladrons
L'església Santa Maria de Calladrons és l'església parroquial de l'entitat de població de Calladrons, al municipi de Benavarri.
L'edifici romànic del segle xii es va reformar durant el segle xvi i posteriorment va ser ampliada dintre del segle xviii.